# Sagana
Sagana – miasto w Kenii, w hrabstwie Kirinyaga, nad rzeką Sagana. W 2019 liczyło 11,2 tys. mieszkańców.